# ベベ・ル・ストレンジ
『ベベ・ル・ストレンジ』（Bébé le Strange）は、1980年2月14日にエピック・レコードからリリースされたアメリカのロックバンド、ハートの5枚目のスタジオアルバム。このアルバムは創設メンバーでリードギターのロジャー・フィッシャー抜きの初めてのアルバムとなったが、フィッシャーは兄弟のマイケルと共に数ヶ月前にバンドを去っていた。
このアルバムは商業的に成功し、アメリカのBillboard 200で最高5位に到達し、22週に渡ってチャートインし続けた。1980年5月5日、アメリカレコード協会（RIAA）からゴールド認定を受けた。『ベベ・ス・ストレンジ』からは、「イブン・イット・アップ」（タワー・オブ・パワーのホーンセクションのバックアップを受けた）、「レイズド・オン・ユー」、アルバムタイトル曲がシングルカットされた。何曲かでは、1960年代にスティーヴ・フォッセンおよびロジャー・フィッシャーとアーミーを結成していたドン・ウィルヘルムがバックボーカルを担当している。
2004年6月29日に、「ジャックル・マン」のスタジオアウトテイクと「ブレイク」のライブ音源をボーナストラックとして追加した『ベベ・ル・ストレンジ』のリマスター版がエピック・レコードとレガシー・レコーディングスから発売された。

## 批評家の評価
| 専門評論家によるレビュー      | 専門評論家によるレビュー |
| レビュー・スコア              | レビュー・スコア         |
| 出典                          | 評価                     |
| ----------------------------- | ------------------------ |
| AllMusic                      | [ 7 ]                    |
| Christgau's Record Guide      | B+                       |
| PopMatters                    | Unfavorable              |
| Rolling Stone                 | Unfavorable              |
| The Rolling Stone Album Guide | [ 11 ]                   |

レコード・ワールド誌は、シングル「レイズド・オン・ユー」について「アンの豪華なリードは大胆なキーボード演奏とナンシーの自信に満ちたギターによってさらに引き立てられている」と評した。

## 収録曲
| #  | タイトル                                       | 作詞・作曲                                                | 時間 |
| -- | ---------------------------------------------- | --------------------------------------------------------- | ---- |
| 1. | 「ベベ・ル・ストレンジ」(Bébé le Strange)      | A・ウィルソン エニス N・ウィルソン ロジャー・フィッシャー | 3:38 |
| 2. | 「ダウン・オン・ミー」(Down on Me)             |                                                           | 4:46 |
| 3. | 「シルバー・ウィールズ」(Silver Wheels)        | N・ウィルソン                                             | 1:22 |
| 4. | 「ブレイク」(Break)                            |                                                           | 2:32 |
| 5. | 「ロッキンヘブン・ダウン」(Rockin Heaven Down) |                                                           | 5:52 |

| #         | タイトル                                | 作詞・作曲    | 時間  |
| --------- | --------------------------------------- | ------------- | ----- |
| 6.        | 「イブン・イット・アップ」(Even It Up)  |               | 5:10  |
| 7.        | 「ストレンジ・ナイト」(Strange Night)   |               | 4:16  |
| 8.        | 「レイズド・オン・ユー」(Raised on You) | N・ウィルソン | 3:21  |
| 9.        | 「パイロット」(Pilot)                   |               | 3:15  |
| 10.       | 「スウィート・ダーリン」(Sweet Darlin') | A・ウィルソン | 3:18  |
| 合計時間: | 合計時間:                               | 合計時間:     | 37:30 |

| #         | タイトル                                      | 作詞  | 作曲・編曲 | 時間 |
| --------- | --------------------------------------------- | ----- | ---------- | ---- |
| 11.       | 「ジャックル・マン」(Jackleg Man、未発表音源) |       |            | 3:02 |
| 12.       | 「ブレイク」(Break、ライブ音源)               |       |            | 3:03 |
| 合計時間: | 合計時間:                                     | 43:35 |            |      |

## パーソネル
『ベベ・ル・ストレンジ』のライナーノーツから転載

### ハート
- アン・ウィルソン – リードボーカル(1, 2, 4–7, 9, 10)、タンバリン(1, 5, 6, 10)、ベース(1, 6, 10)、バックボーカル(1, 6, 7, 9)、ドラムス、アルトフルート、ピアノ(10)
- ナンシー・ウィルソン – ギター(1, 4, 9)、バックボーカル(1, 5–7, 9)、リズムギター(2, 6)、メロトロン(2)、アコースティックギター(3, 7)、エレキギター(5)、リードギター(6)、リードボーカル、ドラムス以外の全ての楽器(8)
- ハワード・リース – ギター(1, 4, 9)、リードギター(2)、シンセサイザー(2)、バックでのソロ(4)、エレキギター(5, 7)、アコースティックギター(5)、バックボーカル(5, 9)、リズムギター(6)、キーボード(9)
- マイケル・デロージャー – ドラムス(1, 2, 4–9)、リズム楽器(7)
- スティーヴ・フォッセン – ベース(2, 4, 5, 7, 9)

### その他のミュージシャン
- スー・エニス（英語版） – ギター(1)、ピアノ(10)
- クリッシー・シェフツ – ギター(1)
- コニー[注釈 1] – アコースティックギター(5, 10)
- ドン・ウィルヘルム – バックボーカル(5)
- ゲイリー・ハンフリーズ – バックボーカル(5)
- タワー・オブ・パワー (レニー・ピケット（英語版）、グレッグ・アダムス（英語版）、エミリオ・カスティーヨ（英語版）、スティーヴ・クプカ（英語版）、ミック・ジレット（英語版）) – ホーン・セクション(6)

### 技術
- マイク・フリッカー – 制作、エンジニア、ミキシング
- コニー[注釈 1] – 制作
- ハウイー – 制作
- ロブ・パーキンス – エンジニア
- アーミン・スタイナー – ホーン・エンジニア(6)
- スチュワート・ホイットモア – ホーン・エンジニア助手(6)
- ジョン・ゴールデン – マスタリング（Kendun Recorders、カリフォルニア州バーバンク)

### 美術
- トニー・レーン（英語版） – 美術監督
- トム・ガーヴィン – ロゴ・グラフィック
- ジェフ・バーガー – 撮影

## チャート成績
| チャート（1980年）                                        | 最高 順位 |
| --------------------------------------------------------- | --------- |
| オーストラリア アルバム（ケント・ミュージック・レポート） | 78        |
| カナダ (RPM)                                              | 24        |
| 日本 アルバム（オリコン）                                 | 62        |
| ニュージーランド (RMNZ)                                   | 50        |
| US Billboard 200                                          | 5         |

| チャート（1980年） | 順位 |
| ------------------ | ---- |
| 米国 Billboard 200 | 86   |

## 認定
| 国/地域                    | 認定     | 認定/売上数 |
| -------------------------- | -------- | ----------- |
| カナダ (Music Canada)      | Platinum | 100,000^    |
| アメリカ合衆国 (RIAA)      | Gold     | 500,000^    |
| ^ 認定のみに基づく出荷枚数 |          |             |